# 儿女英雄传
《儿女英雄传》（原名《金玉缘》，又名《日下新书》），清朝八旗子弟文康所作的小说，共40回，完成於清咸豐五年（1855年）至同治元年（1862年）間，是中国小说史上最早出现的一部熔侠义与言情于一炉的社会小说，着力刻画了侠女「十三妹」的形象。

## 賞析
文康别名燕北闲人，本书原名《金玉缘》，后经不斷补写，改名为《儿女英雄传》。《儿女英雄传》受《红楼梦》影响很深，都是描写家族的衰落，都在揭露社会现实和官场黑暗，這是由於曹雪芹与文康都是属于没落贵族。《儿女英雄传》采用评话形式撰寫，如同对读者当面娓娓而谈，全文為纯熟、流利的北京口语，不时从旁插话，或插科打诨，妙趣横生。胡适認為：“他的特别长处在于言语的生动，漂亮，俏皮，诙谐有风趣。”胡适也指出这部小说的思想非常浅陋，“是一个迂腐的八旗老官僚在那穷愁之中做的如意梦”。一般學界亦认为该书思想浅陋，内容浅薄。陈寅恪对《儿女英雄传》评价颇高，甚至在他看来该书很多方面比《红楼梦》还好。《兒女英雄傳》一書成功刻畫十三妹的形象，但要阅讀到第十九回方知女主角之真名。孙楷第曾考证十三妹侠女的形象出自《初刻拍案惊奇》卷四《程元玉店肆代偿钱十一娘云冈纵谭侠》。

## 小说梗概
清朝副将何杞被纪献唐陷害，死于狱中，其女何玉凤改名十三妹，出入江湖，立志为父报仇。淮阴县令安学海获罪，其子安骥筹银千两前去营救。安骥和民女张金凤遇险于能仁寺，幸亏玉凤及时相救，始免于难。

## 侠女十三妹
小说中的侠女十三妹本名何玉凤，是一个除暴安良、嫉恶如仇、智勇双全的侠女形象。漢八旗子弟安骥相在能仁寺落难，萍水相逢的十三妹拔刀相助。是中国古典武侠的经典人物形象之一。在小说后半段，在安学海的熏陶濡染之下，成为一个行动规矩的贵妇人，与之前的侠女形象相异。

## 紀獻唐
蒋瑞藻《小说考证八》云：“吾之意，以为纪者，年也；献者，《曲礼》云：'犬名羹献'；唐为帝尧年号：合之则年羹尧也。

## 評價
- 鲁迅评价：“文康晚年块处一室，……荣华已落，怆然有怀，命笔留辞，其情况盖与曹雪芹颇类。惟彼为写实，为自叙，此为理想，为叙他，加以经历复殊，而成就遂迥异矣。”
- 胡適評價[8]：「《兒女英雄傳》是一部評話，他的特別長處在於言語的生動，漂亮，俏皮，詼諧，有風趣。這部書的內容是很淺薄的，思想是很迂腐的；然而生動的語言與詼諧的風趣居然能使一般的讀者感覺愉快，忘了那淺薄的內容與迂腐的思想。旗人最會說話：前有《紅樓夢》，後有《兒女英雄傳》，都是絕好的記錄，都是絕好的京語教科書。」[4]

## 改编作品
- 《儿女英雄传》，1959年香港电影。
- 《十三妹》，1969年台湾电影。
- 《十三妹》，1983年香港电视剧。
- 《侠女十三妹》，1986年中国大陆电影。
- 《仙侠剑》，2015年中国大陆电视剧。